# 安赫
安 赫（アン・ヒョク、朝鮮語：안혁　1968年 - ）は北朝鮮、朝鮮民主主義人民共和国からの脱北者。

## 経歴
裕福な家の長男として誕生し、中華人民共和国（中国）で生活していたことがある。体育学院で卓球を学んでいた。遊び仲間と共に中国に渡り、中国の生活が気に入りそのまま数ヶ月間暮らしていたが北朝鮮に帰国。
間もなく1986年、スパイ容疑で逮捕される。1年ほどの取調べ期間に幾つかの教化所（刑務所）に収容、その後北朝鮮の強制収容所である耀德第15号管理所へ収容され1年数ヵ月後に釈放。
釈放後、行き倒れになりそうになっていたところを同じく第15号管理所収容者であった姜哲煥に助けられ、友人関係になる。両親の賄賂で卓球のコーチなどの職に就くが、必ず「強制収容所にいた」という噂が周囲から流れ、どの仕事もうまくいかなかった。
その後安赫の両親の離婚をきっかけに一家は離散。友人となった姜哲煥のもとを訪れ、後に脱北。1992年に姜哲煥と共に韓国に亡命。開城の強制収容所にいたイ・スンオク（이순옥　Lee Soon Ok）も一緒に3人で亡命した説もある。
脱北後に姜哲煥と共に執筆した回想録『耀德リスト』（1993年）、『大王の祭典』（日本題『北朝鮮脱出』 1995年）がベストセラーになる。漢陽大学校卒業。2003年7月、全米民主主義基金から表彰されている。

## 著作
- 北朝鮮脱出（姜哲煥との共同出版）上・下（文春文庫） 上・ISBN 416710914X  下・ISBN 4167109158
- 耀德リスト（요덕리스트 Yodok List　日本語版未出版）　ISBN 9788986144024